# Sad but True
Singles de Metallica
Wherever I May Roam Until It Sleeps
Pistes de Black Album
Enter Sandman Holier Than Thou
Sad but True est une chanson du groupe de heavy metal Metallica enregistrée sur leur cinquième album studio Metallica (1991 ; aussi connu comme Black Album). Ce cinquième single de l'album est publié mi-1992 (voir 1992 en musique).

## Description
Les paroles s'inspirent du film Magic de 1978, mais il est également possible d'y voir une référence au mythe du doppelgänger

## Liste des morceaux
Single #1  Royaume-Uni
1. "Sad But True" (Hetfield/Ulrich) - 5.27
2. "Harvester of Sorrow (Live)" (Hetfield/Ulrich) - 6.40
3. "So What" (Exall/Culmer) - 3.09

"Harvester of Sorrow"  Live : 28 septembre 1991 (Tushino Air Field, Moscow, Russie)
Single #2  Royaume-Uni
1. "Sad But True" (Hetfield/Ulrich) - 5.27
2. "Nothing Else Matters (Elevator Version)" (Hetfield/Ulrich) - 6.31
3. "Creeping Death (Live)" (Hetfield/Ulrich/Burton/Hammett) - 8.01
4. "Sad But True (Demo)" (Hetfield/Ulrich) - 4.53

"Creeping Death" Live : 28 septembre 1991 (Tushino Air Field, Moscow, Russie)
 Single #3  Royaume-Uni
1. "Sad But True" (Hetfield/Ulrich)
2. "Nothing Else Matters (Live)" (Hetfield/Ulrich)
3. "Sad But True (Live)" (Hetfield/Ulrich)

## Classements
- États-Unis: 98e
- Royaume-Uni: 20e